# Artabotrys madagascariensis
Artabotrys madagascariensis är en kirimojaväxtart som beskrevs av Friedrich Anton Wilhelm Miquel. Artabotrys madagascariensis ingår i släktet Artabotrys och familjen kirimojaväxter. Inga underarter finns listade i Catalogue of Life.